# 2월 20일
2월 20일은 그레고리력으로 51번째(윤년일 경우도 51번째) 날에 해당한다.

## 사건
- 1472년- 마가렛(Margaret of Denmark)의 결혼 지참금으로 노르웨이가 오크니 제도와 셰틀랜드 제도를 스코틀랜드에 양도하다.
- 1878년 - 교황 레오 13세, 256대 로마 교황 취임.
- 1979년 - 영국 북아일랜드 정부, 얼스터 의용군에 징역 906년 선고.
- 2003년 - 미국 로드아일랜드주의 한 나이트클럽에서 화재가 발생하여 100여명이 사망하고 200여명이 부상당하다.
- 2006년 - 대한민국의 정당인 자유민주연합이 한나라당에 흡수되었다.

## 문화
- 1938년 - 안익태의 한국환상곡이 아일랜드 더블린에서 초연되다.
- 1952년 - 대한민국 국회도서관 개관.
- 1962년 - 미국 유인우주선 프렌드십 7호, 최초로 지구궤도 비행.
- 2016년 - 경상북도청이 관내 경상북도 안동시 경상북도청신도시로 이전을 완료.
- 2022년 - 2022년 동계 올림픽 폐막

## 탄생
- 1844년 - 오스트리아의 물리학자 루트비히 볼츠만. (~1906년)
- 1860년 - 덴마크의 연극 배우, 가수 카를 만치우스. (~1921년)
- 1886년 - 헝가리의 공산주의 정치인 쿤 벨러. (~1938년)
- 1889년 - 미국의 야구인 보드워크 브라운. (~1977년)
- 1896년 - 미국의 야구인 머디 루엘. (~1963년)
- 1901년 - 미국의 건축가 루이스 칸. (~1974년)
- 1914년 - 대한민국의 작곡가, 교육자, 언론인 김연준. (~2008년)
- 1918년 - 대한민국의 축구 선수, 축구 지도자 민병대. (~1983년)
- 1919년 - 쿠르드어의 시인, 정치 운동가 딜다르. (~1948년)
- 1922년 - 일본의 정치인 모토지마 히토시. (~2014년)
- 1924년 - 대한민국의 교수 주선애. (~2022년)
- 1925년 - 미국의 영화 감독 로버트 올트먼. (~2006년)
- 1926년
  - 스페인의 극작가 알폰소 사스트레. (~2021년)
  - 미국의 육상 선수 밥 리처즈. (~2023년)
- 1927년 - 미국의 영화 감독 시드니 포이티어. (~2022년)
- 1928년 - 홍콩의 기업인 리자오지. (~2025년)
- 1930년 - 멕시코의 배우 로베르토 코보. (~2002년)
- 1931년
  - 대한민국의 건축가 김수근. (~1986년)
  - 미국의 수학자, 필즈 메달 수상자 존 밀너.
- 1933년 - 미국의 수필가 프레더릭 크루스. (~2024년)
- 1934년
  - 대한민국의 화가 조용익. (~2023년)
  - 미국의 영화 배우, 자동차 경주 선수 보비 언저. (~2021년)
- 1935년 - 대한민국의 교사, 관료, 정치인 정종택.
- 1936년 - 일본의 야구 선수, 야구 감독 나가시마 시게오. (~2025년)
- 1937년 - 대한민국의 정치인 전태홍. (~2005년)
- 1940년 - 잉글랜드의 축구 선수 지미 그리브스. (~2021년)
- 1941년 - 대한민국의 배우 출신 정치인 홍성우. (~2021년)
- 1942년
  - 대한민국의 전 배우, 기업인 전양자.
  - 프랑스의 영화 감독, 각본가 클로드 밀러. (~2012년)
- 1943년
  - 일본의 프로레슬링 선수, 기업인 안토니오 이노키. (~2022년)
  - 영국의 영화 감독 마이크 리.
- 1947년
  - 대한민국의 교육인, 정치인 고영진.
  - 아이슬란드의 기업인 에게르트 마그누손.
- 1949년 - 체코의 모델 이바나 트럼프 (~2022년)
- 1950년 - 일본의 희극인 시무라 켄. (~2020년)
- 1951년 - 영국의 정치인 고든 브라운.
- 1956년 - 대한민국의 사회운동가 구성애.
- 1957년
  - 대한민국의 기업인 명형섭.
  - 한국계 미국인 무술가 김동진. (~2015년)
- 1959년 - 일본의 정치인, 변호사 이나다 도모미.
- 1960년
  - 일본의 메카닉 디자이너, 에니메이션 감독, 연출가 카와모리 쇼지.
  - 미국의 영화배우, 성우, 각본가, 안무가, 영화 감독, 작가, 무대 연출가 웬디 리.
- 1962년
  - 대한민국의 배우 김동석.
  - 프랑스의 육상 선수 피에르 키농. (~2011년)
- 1963년 - 영국의 음악가 이언 브라운.
- 1964년
  - 대한민국의 수학강사 삽자루. (~2024년)
  - 미국의 배우 윌리 가슨. (~2021년)
- 1965년 - 대한민국의 배우 박우열.
- 1966년 - 미국의 모델, 배우 신디 크로퍼드.
- 1967년
  - 대한민국의 배우 김응석.
  - 대한민국의 방송인 겸 음악감독 노영심.
  - 미국의 가수 커트 코베인 (너바나). (~1994년)
  - 대한민국의 배드민턴 선수 정소영.
  - 대한민국의 정치인 유진우.
- 1968년 - 대한민국의 축구 선수 하석주.
- 1969년
  - 세르비아의 축구 선수 시니샤 미하일로비치. (~2022년)
  - 일본의 배우 와타나베 아즈사.
  - 대한민국의 배우, 재일동포 3세 배우 김인우.
  - 미국의 영화제작자 제이슨 블럼.
- 1970년
  - 대한민국의 배우, 가수, 사업가 손지창.
  - 대한민국의 배우 김수현.
- 1971년
  - 대한민국의 배우 김영웅.
  - 대한민국의 아나운서 이재홍.
  - 핀란드의 축구 선수 야리 리트마넨.
  - 대한민국의 배우 최정원.
  - 대한민국의 영화 감독 김성훈.
- 1972년 - 대한민국의 희극인 남상호.
- 1973년 - 대한민국의 가수, 작사가, 작곡가, 음반 프로듀서 G.고릴라.
- 1974년
  - 대한민국의 현 야구 코치, 전 야구 선수 정경배.
  - 대한민국의 아나운서 출신 정치인 한준호.
  - 이란의 축구 선수 카림 바게리.
- 1976년 - 대한민국의 방송인 이현주.
- 1977년
  - 대한민국의 희극인 조원석.
  - 캐나다의 프로레슬링 선수 게일 킴.
- 1978년 - 독일의 배우 율리아 옌치.
- 1979년
  - 대한민국의 축구 선수 송종국.
  - 일본의 가수 모리타 고 (V6).
- 1980년
  - 일본의 성우 나카무라 유이치.
  - 대한민국의 야구 선수 김진웅.
- 1981년 - 잉글랜드의 전 축구 선수 토니 히버트.
- 1982년
  - 대한민국의 가수 장기하.
  - 대한민국의 배우 이켠.
  - 대한민국의 배우 이은.
- 1983년 - 아르헨티나의 전 축구 선수 니콜라스 스폴리.
- 1984년
  - 대한민국의 배우 이강욱.
  - 일본의 배우 코이데 케이스케.
- 1985년 - 대한민국의 연극배우 서민재.
- 1986년 - 대한민국의 대학교수 김슬아.
- 1987년
  - 미국의 배우 마일스 텔러.
  - 대한민국의 배우 김수아.
- 1988년
  - 바베이도스의 가수 리한나.
  - 대한민국의 양궁 선수 기보배.
  - 대한민국의 야구 선수 김지용.
  - 대한민국의 배우 박신우.
  - 캐나다의 배우 트레이시 스피리다코스.
- 1989년
  - 대한민국의 뮤지컬 배우 이주아.
  - 미국 출신 대한민국의 농구 선수 라건아.
- 1990년
  - 대한민국의 사업가 이송이.
  - 이탈리아의 축구 선수 치로 임모빌레.
  - 기니의 축구 선수 압둘 카마라.
- 1991년
  - 대한민국의 래퍼 릴샴.
  - 필리핀의 역도 선수 하이딜린 디아스.
- 1992년
  - 대한민국의 축구 선수 김상원.
  - 대한민국의 야구 선수 오태선.
  - 대한민국의 성우 이은조.
- 1993년
  - 대한민국의 가수 소각소각.
  - 일본의 아이돌 하시모토 나나미.
  - 대한민국의 가수, 싱어송라이터 지바노프.
- 1994년
  - 대한민국의 가수 송하예.
  - 대한민국의 야구 선수 장운호.
- 1995년
  - 튀르키예의 태권도 선수 나피아 쿠시.
  - 대한민국의 드럼연주가 석정인.
- 1996년
  - 대한민국의 배우 연수진.
  - 일본의 가수 이토 마리카.
  - 멕시코의 유도 선수 프리스카 아위티 알카라스.
- 1997년
  - 세르비아의 축구 선수 바냐 밀린코비치사비치.
  - 대한민국의 야구 선수 문성주.
- 1998년
  - 일본의 배우 니시메 슌.
  - 대한민국의 가수 XEN. (오메가엑스)
- 1999년
  - 대한민국의 야구 선수 송찬의.
  - 대한민국의 성악가 이승민.
  - 독일의 배우 레아 판아켄.
- 2000년 - 헝가리의 수영 선수 밀라크 크리슈토프.
- 2002년
  - 대한민국의 체조 선수 여서정.
  - 일본의 레슬링 선수 모토키 사쿠라.
  - 대한민국의 프로게이머 조성용.
- 2003년 - 미국의 배우, 가수 올리비아 로드리고.
- 2004년
  - 대한민국의 가수 노아.
  - 자칭 주피코의 라이벌 철수 - TRUZ 우피 (WOOPY)
- 2006년 - 대한민국의 영화배우 박소정.
- 2009년 - 대한민국의 아역배우 이우주.
- 2014년 - 스웨덴 베르나도트 왕가의 공주 고틀란드 여공작 레오노르 공작.

## 사망
- 647년 - 신라의 제27대 왕 선덕여왕(善德女王). (?~)
- 1431년 - 제206대의 교황 교황 마르티노 5세. (1368년~)
- 1626년 - 잉글랜드의 류트 연주자 존 다울런드 (1563년~)
- 1790년 - 오스트리아 대공 겸 신성 로마 제국의 황제 요제프 2세. (1741년~)
- 1893년 - 남북전쟁 남부동맹의 장군 피에르 보우리가드. (1818년~)
- 1920년 - 미국의 탐험가, 연구원 로버트 피어리. (1856년~)
- 1966년 - 연합국의 부대를 지휘한 총사령관 체스터 니미츠. (1885년~)
- 1980년 - 시어도어 루스벨트의 딸 앨리스 루스벨트 롱워스. (1884년~)
- 1991년 - 캐나다의 정치철학자 유진 포시. (1904년~)
- 1992년 - 미국의 소설가 알렉스 헤일리. (1921년~)
- 1993년 - 이탈리아의 기업인 페루치오 람보르기니. (1916년~)
- 2000년 - 러시아의 정치인 아나톨리 솝차크. (1937년~)
- 2001년 - 대한민국의 마라톤 선수 남승룡. (1912년~)
- 2010년 - 미국의 국무장관 알렉산더 헤이그. (1924년~)
- 2014년 - 우크라이나의 언론인, 학생 운동가, 위키인 이호르 코스텐코. (1991년~)
- 2016년
  - 대한민국의 정치인 이기택. (1937년~)
  - 대한민국의 역도 선수 김성집. (1919년~)
- 2017년 - 러시아의 외교관 비탈리 추르킨. (1952년~)
- 2018년 - 대한민국의 성우 최흘. (1936년~)
- 2021년 - 이탈리아의 축구 선수 마우로 벨루지. (1950년~)
- 2022년
  - 미국의 가수 조니 제임스. (1930년~)
  - 소련의 육상 선수 알렉산드르 시도렌코. (1960년~)
- 2024년
  - 대한민국의 가수 방실이. (1959년~)
  - 독일의 축구 선수, 축구 감독 안드레아스 브레메. (1960년~)
  - 미국의 무용가 스티브 팩스턴. (1939년~)
  - 일본의 배우, 성우 야마모토 요코. (1942년~)
- 2025년
  - 미국의 싱어송라이터 제리 버틀러. (1939년~)
  - 미국의 정치인 데이비드 보렌. (1941년~)
  - 미국의 영화배우 피터 제이슨. (1944년~)

## 기념일
- 세계 사회정의의 날(World Day of Social Justice)

## 같이 보기
- 전날: 2월 19일 다음날: 2월 21일 - 전달: 1월 20일 다음달: 3월 20일
- 음력: 2월 20일
- 모두 보기